# Icewind Dale
Icewind Dale (с англ. — «Долина Ледяного Ветра») — компьютерная ролевая игра для платформ Microsoft Windows, MacOS и GNU/Linux, выпущенная компаниями Interplay и Black Isle Studios. Релиз игры состоялся 20 июня 2000 года.
Позже к игре были выпущены следующие два дополнения:
- Icewind Dale: Heart of Winter — 2001 год;
- Бесплатное дополнение Trials of the Luremaster, по сути являющееся «дополнением дополнения», так как для игры необходимо наличие установленного дополнения Heart of Winter.

В сентябре 2002 года компанией Black Isle Studios была выпущена вторая часть игры — Icewind Dale 2. Действие игры разворачивается в том же мире, но спустя тридцать лет после событий первой части.
В 2014 году игра была переиздана под названием Icewind Dale: Enhanced Edition. В издание вошли оба официальных дополнения. Игру адаптировали под современные разрешения экранов, улучшили интерфейс и добавили новые игровые возможности.

## Сюжет
Действие игры происходит в Долине Ледяного Ветра — северном регионе Фаэруна за Хребтом Мира, в игровой вселенной Забытых Королевств — фэнтезийном мире (сеттинге) для ролевой игры Dungeons & Dragons (D&D).
Игрок начинает игру с создания команды из 6 искателей приключений(количество персонажей зависит от желания игрока), которые по мере развития сюжета становятся охранниками каравана, и становятся участниками странных событий. Впоследствии игрок узнает о демонической вражде, что угрожает Десяти городам Долины ледяного ветра.

## Разработка
Icewind Dale была разработана на двухмерном игровом движке Infinity Engine, в котором заранее отрисованные фоны и спрайтовые персонажи отображаются в изометрической проекции. Движок также был использован в предыдущих играх Black Isle Studios — Planescape: Torment, Baldur’s Gate и других.

## Отзывы критиков
| Сводный рейтинг       | Сводный рейтинг            |
| Агрегатор             | Оценка                     |
| --------------------- | -------------------------- |
| GameRankings          | 86,12 %                    |
| Metacritic            | 87/100 (29 обзоров)        |
| MobyRank              | 84/100                     |
| Иноязычные издания    |                            |
| Издание               | Оценка                     |
| AllGame               | [ 5 ]                      |
| CVG                   | 7,5/10(PC) 8/10(Macintosh) |
| GamePro               | [ 8 ]                      |
| GameRevolution        | B+                         |
| GameSpot              | 8,6/10                     |
| IGN                   | 8,8/10                     |
| PC Zone               | 7,5/10                     |
| Русскоязычные издания |                            |
| Издание               | Оценка                     |
| Absolute Games        | 80 %                       |
| «Страна игр»          | 8,0/10                     |

Icewind Dale получила положительные отзывы критиков в части геймплея и музыкального оформления, позже её сравнивали с Diablo. Тем не менее, некоторые критики указали на схожесть игры с предыдущими играми на движке Infinity Engine.
Летом 2018 года, благодаря уязвимости в защите Steam Web API, стало известно, что точное количество пользователей сервиса Steam, которые играли в Icewind Dale: Enhanced Edition хотя бы один раз, составляет 154 901 человек.